# تراپیست-۱بی
تراپیست-۱بی (انگلیسی: TRAPPIST-1b) یک سیاره فراخورشیدی است که به دور ستاره کوتوله فراسرد تراپیست-۱ گردش می‌کند. این سیاره در فاصله تقریبی ۴۰ سال نوری در صورت فلکی دلو قرار دارد.

## امکان سکونت
برآورد می‌شود که سیاره‌های تراپیست-۱بی و تراپیست-۱سی ممکن است به اندازه چهار اقیانوس زمین آب از دست داده باشد که امکان سکونت پذیری آن را با تردید مواجه می‌کند. با این حال ممکن است تراپیست-۱دی قادر به حفظ آب مایع باشد که پایداری حیات را ممکن می‌سازد.